# Llamera
Llamera es una localidad del municipio leonés de Vegaquemada, en la Comunidad Autónoma de Castilla y León. 
La iglesia está dedicada a santa Águeda.

## Localidades limítrofes
Confina con las siguientes localidades:
- Al norte con La Mata de la Riba.
- Al noreste con Boñar.
- Al este con Palazuelo de Boñar.
- Al sureste con Vegaquemada.
- Al suroeste con Sopeña de Curueño.
- Al oeste con La Vecilla de Curueño.
- Al noroeste con Otero de Curueño y Ranedo de Curueño.

## Demografía
Evolución de la población
| Gráfica de evolución demográfica de Llamera entre 2000 y 2017      |
|                                                                    |
| Población de derecho (2000-2017) según el padrón municipal del INE |

## Historia
Así se describe a Llamera en el tomo X del Diccionario geográfico-estadístico-histórico de España y sus posesiones de Ultramar, obra impulsada por Pascual Madoz a mediados del siglo XIX:

Lugar en la provincia y diócesis de León, partido judicial de la Vecilla, audiencia territorial y capitanía general de Valladolid, ayuntamiento de Vegaquemada; Situado en la vega de Boñar, a 7 leguas de la capital; su clima es frío, sus enfermedades más comunes catarros y pulmonías. Tiene 22 casas, escuela de primeras letras, por temporada; iglesia parroquial (el Dulce Nombre de María), servida por un cura de ingreso y presentación del concejo y vecinos del pueblo, y buenas aguas potables. Confina con los términos de Laíz, San Adriano, Palazuelo y la Devesa de Boñar. El terreno es de mediana calidad, y produce trigo, centeno, lino, legumbres y pastos; cría ganado vacuno, lanar y cabrío, y caza de varios animales. Población: 22 vecinos, 89 almas. Contribución: con el ayuntamiento.
Diccionario geográfico-estadístico-histórico de España y sus posesiones de Ultramar